# Isuto
Isuto ist ein Verwaltungsbezirk (Ward) des Distrikts Mbeya in der gleichnamigen tansanischen Region Mbeya.

## Geografie
Isuto liegt im Südwesten von Tansania etwa 40 Kilometer von der Grenze zu Malawi und zu Sambia entfernt. Der Bezirk liegt auf einer hügeligen Hochfläche von rund 1800 Meter Meereshöhe und hat eine Fläche von 143,1 Quadratkilometern. Bei der Volkszählung 2022 lebten hier 17.611 Menschen in 4712 Haushalten.

## Gliederung
Der Bezirk besteht aus acht Gemeinden (Mtaa) mit 75 Orten (Kitongoji):
| Mlowo - Mlowo A - Mlowo B - Mlowo C - Tozi A - Tozi B - Nyondo - Ihanda - Mbuga - Inganzo - Samora | Itete - Itete A - Itete B - Itete C - Igagala - Chombezi - Nsonga - Mwanjelwa A - Mwanjelwa B - Mwanjelwa C | Shinzingo - Nsalala - Shelela - Mjele - Mlima Nyundu - Iwalanje - Iwaga - Masoko - Mkuyuni - Ngala - Mwendo | Idiwili - Idiwili A - Idiwili B - Azimio - Shilungu A - Shilungu B - Itaga - Mtakuja - Lutengano | Shisonta - Shisonta A - Shisonta B - Shisonta C - Mwanjelwa - Ileya kati - Matipu - Ileya - Kaloleni - Mkuyuni - Muungano | Isuto - Isuto A - Isuto B - Ihenga A - Ihenga B - Mapinduzi A - Mapinduzi B - Lywayo - Mtakuja - Mporoto - Igosya - Ilizya - Njiapanda | Shitete - Shitete A - Shitete B - Yona A - Yona B - Yona C - Ilanga - Halungu | Ilindi - Ilindi A - Ilindi B - Mkuyuni - Shilungu - Igunda - Honde - Mlingotini - Sogea Ilala - Sanyesya |

## Wirtschaft und Infrastruktur
- Fischerei: Im Bezirk befinden sich Teiche zur Fischzucht.[7]
- Bildung: Die Isuto Secondary School ist eine öffentliche Tagesschule, die Jugendliche bis zur 4. Stufe ausbildet.[8] Die Schüler sind verpflichtet, eine Schuluniform zu tragen. Das Tragen von Hüten, Ohrringen, Armbändern, Halsketten, Nagellack, langen Nägeln, hohen Schuhen und losen Hosen ist nicht gestattet.[9]
- Gesundheit: Apotheken gibt es in den Gemeinden Isuto,[10] Mlowo,[11] Shinzingo,[12] Shisonta,[13] Isuto[14] und Ilindi.[15]